# Пустинен бегач
Пустинен бегач (Cursorius cursor) е вид птица от семейство Glareolidae.

## Разпространение
Видът е разпространен в Афганистан, Алжир, Бахрейн, Буркина Фасо, Гърция, Египет, Западна Сахара, Индия, Иран, Ирак, Ирландия, Израел, Испания, Йордания, Йемен, Кабо Верде, Кувейт, Катар, Ливан, Либия, Мали, Малта, Мавритания, Мароко, Нигер, Оман, Обединените арабски емирства, Пакистан, Палестина, Саудитска Арабия, Сенегал, Судан, Сирия, Тунис, Турция, Туркменистан, Унгария, Узбекистан и Чад.